# Voltaire-Handbücher
Die Voltaire-Handbücher sind eine deutschsprachige Buchreihe, die in Berlin in der überwiegend von Bernward Vesper herausgegebenen Edition Voltaire erschien. Die Reihe wurde bis (Doppel-)Band 12/13 in der Zeit von 1968 bis 1971 publiziert. Insgesamt erschienen 9 Bände.
Die Voltaire-Handbücher und die Voltaire-Flugschriften bilden mt ihren Beiträgen zu Politik und Gesellschaft einen wesentlichen Bestandteil der Studentenbewegung und der 'revolutionären' Epoche der Zeit.

## Bände
Die folgende Übersicht erhebt keinen Anspruch auf Aktualität oder Vollständigkeit:
- 1. Schwarze Gewalt: Reden. Malcolm X. – Michael Schneider: Revolution der Sprache, Sprache der Revolution. [Übers. aus d. Amerikan.: Malte J. Rauch]. Frankfurt a. M.: Edition Voltaire, 1968, 1.–10. Tsd.
- 2. Klau mich: StPO der Kommune 1. [Hrsg.:] Rainer Langhans; Fritz Teufel. Frankfurt/M.: Edition Voltaire, 1968
- 3./4./5. Mao Tse-tung, der große strategische Plan: Dokumente zur Kulturrevolution. Eingel. u. hrsg. von Joachim Schickel. Berlin: Edition Voltaire, 1969
- 6. Bewusstseinserweiternde Drogen: eine Aufforderung zur Diskussion. Ronald Steckel. Berlin: Edition Voltaire, 1969, 1.–4. Tausend (Berlin: Edition Voltaire, 1971, 4. Aufl.)
- 7. Aufstand in Frankreich: Zur Theorie der Revolution in den hochindustrialisierten Ländern. Henri Lefèbvre. Übers. aus d. Franz.: Samuel H. Schirmbeck. Frankfurt a. M.: Edition Voltaire, 1969, 1.–5. Tsd.
- 8. Literaturproduzenten. Frank Benseler, Hannelore May und Hannes Schwenger. Berlin: Edition Voltaire, 1970
- 9. Napalm macht frei. 60 politische Karikaturen zum Krieg in Vietnam [von] Arno Ploog. Mit Texten u. Materialien von Jürgen Horlemann. Frankfurt a. M.: Edition Voltaire, 1968
- 10./11. Unwissen als Ohnmacht: Grundrisse einer Analyse der Wissenschafts- und Bildungspolitik des bundesrepublikanischen Herrschaftsmodells. Karl Heinz Roth; Eckard Kanzow. Berlin: Edition Voltaire, 1970 (Berlin: Edition Voltaire, 1971, [Erw. Sonderausg.], 2., erw. Aufl.)
- 12./13. D-Mark-Imperialismus. Deutsche Industrie und Ausbeutung der Dritten Welt. Brigitte Heinrich. Berlin: Edition Voltaire, 1971